# Capilla de San Fructuoso de Montelius

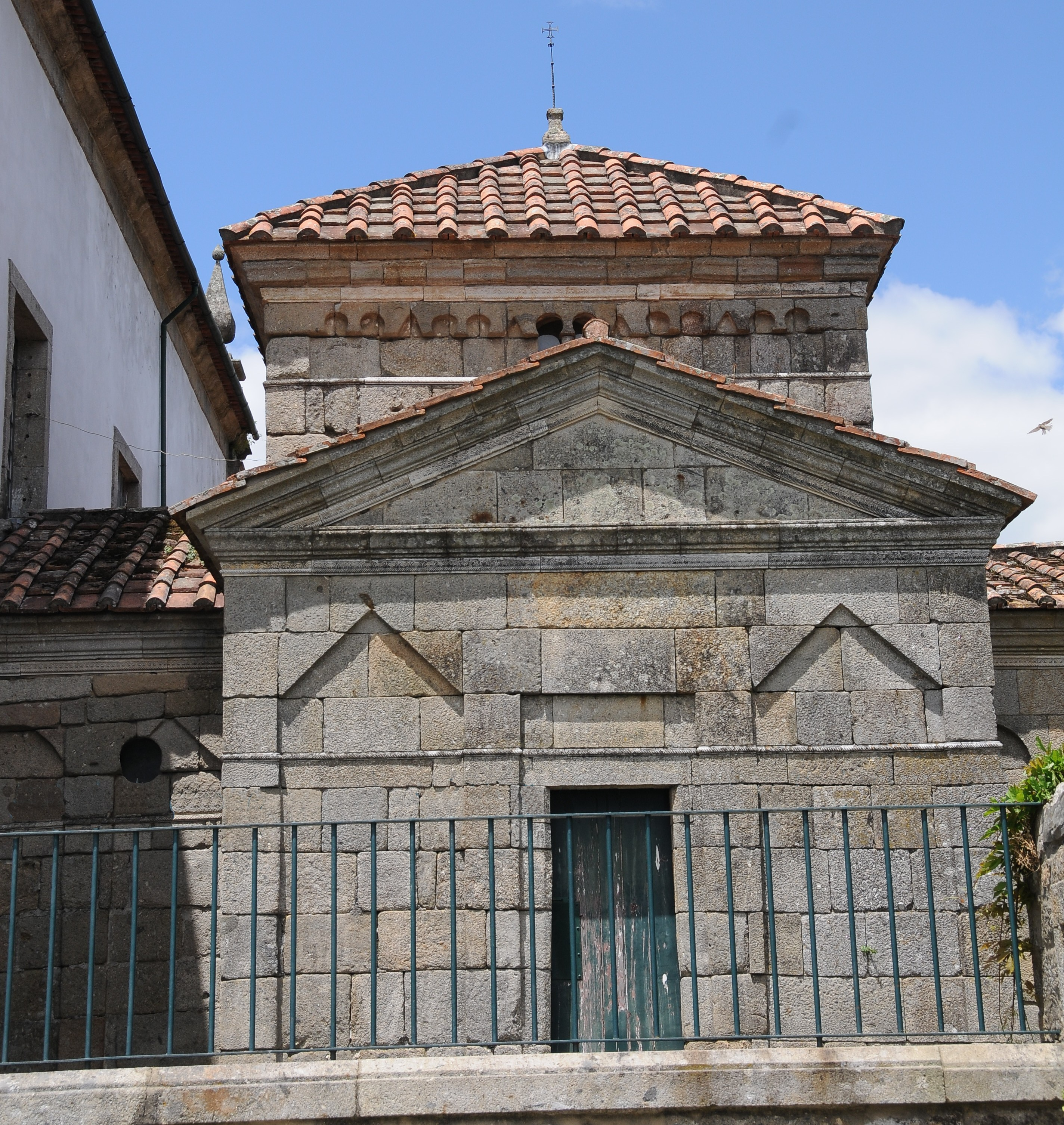
Capilla de San Fructuoso de Montelius, con dos arcos mitrados.

San Fructuoso de Monton (en portugués São Frutuoso de Montélios) es una capilla visigoda que se encuentra en la actual Braga (Portugal), se construyó en la segunda mitad del s. VII por iniciativa del obispo Fructuoso, que quiso ser enterrado en ella. Se encuadra en el marco histórico de la nueva Hispania visigoda (Hispania wisigothorum).
Desarrolla una planta central de cruz griega con los cuatro brazos iguales. Esta iglesia se utilizó como enterramiento de San Fructuoso, impulsor y responsable de su construcción. En la parte central aparece un cimborrio y cúpulas en las naves laterales. Este cimborrio se apoya sobre cuatro arcos de herradura y el paso de la cúpula a los arcos se realiza mediante pechinas.
La decoración se concentra en los capiteles que sustentan los arcos de herradura del crucero, donde aparecen las pencas. La nave central es más grande. Al exterior tiene arquerías ciegas de medio punto y triangulares que se alternan y se apoyan sobre pequeñas pilastras. El cuerpo de cimborrio es visible desde el exterior y aparece como torreón con las cuatro partes iguales.